# بلبل یقه‌سیاه
بلبل یقه‌سیاه (نام علمی: Neolestes torquatus)، یا بلبل سبز یقه‌سیاه، یک گونه ای از پرندگان آوازخوان از خانوادهٔ بلبلان در سردهٔ تک‌نماد Neolestes است. برای سال‌های متمادی، برخی از مقامات این سرده را به دلیل شباهت‌های شکلی و پر و بال، متعلق به سنگ‌چشم بیشه یا سنگ‌چشمان می‌دانستند تا اینکه بررسی روابط ژنتیکی مولکولی در سال ۱۹۹۹، قرابت‌های رفتاری و ریخت‌شناسی را با Pycnonotidae تأیید کرد. بلبل یقه‌سیاه در آفریقای استوایی در زیستگاه طبیعی آن ساوانای خشک یافت می‌شود.